# Jesper Nielsen (tonsättare)
Jesper Nielsen, född 10 april 1989 i Helsingborg, är en svensk kompositör och musiker.

## Biografi
Jesper Nielsen har studerat komposition vid Kungliga Musikhögskolan i Stockholm under Karin Rehnqvist och Pär Lindgren, samt Gotlands Tonsättarskola. Han har bland annat samarbetat med Norrköpings symfoniorkester, Niklas Brommare, Kammarensemblen, Musica Vitae och violinisterna Anna Lindal och Eva Lindal.  
Han är även medlem i elgitarrkollektivet Krock som bland annat framfört Christofer Elghs turnerande kammaropera Valerie's Voice, baserad på S.C.U.M-manifestet av Valerie Solanas.
Han blev år 2016 invald i Föreningen svenska tonsättare.

## Utvalda verk
- Abrovink III (2018) för accordeon och klarinett
- Abrovink I & II (2017), för två violiner
- Mönstret i mattan (2016), för orkester
- En apelsin berättar (2016), för röst, violin och två slagverkare[5]
- Tre bedrägliga canons (2015), för två accordeon
- En månad av söndagar (2012), för sopransaxofon och elektronik[6][7]

## Priser och utmärkelser
- Helsingborgs kulturstipendium, 2015
- Anders Sandrews stiftelse, 2013